# Campylaspis glabra
Campylaspis glabra is een zeekommasoort uit de familie van de Nannastacidae. De wetenschappelijke naam van de soort is voor het eerst geldig gepubliceerd in 1878 door Sars.